# 待乙妥
待乙妥（英語：Diethyltoluamide，缩写为DEET），又稱敵避、敵避胺、避蚊胺，是一種淡黃色的液油狀物体，是常見的防蚊液成份，使用時噴灑於皮肤或衣物，主要用於驅除蚊子。DEET更可防止蜱類叮咬，防止一些立克次體引發的疾病、蜱媒腦炎和其他以蜱為媒介的疾病，例如萊姆病。亦可防止登革熱、瘧疾、西尼羅河病毒、東部馬腦炎病毒等以蚊子為媒介的病原。

## 歷史
DEET原本准备是为美军在第二次世界大戰期間參與叢林戰中使用，不过等DEET研发成功时二战已经结束。DEET最初被當作農藥使用，接著在1946年時軍隊開始使用於驅蟲，1957年後，一般民眾也開始使用。主要使用的區域包括越南和東南亞。

## 作用機制
傳統上認為DEET可作用在昆蟲的嗅覺受器，阻斷接受來自人類汗水和呼吸中的揮發性物質。早期的說法是DEET會屏避昆蟲的感官，使之不感受到引發牠們叮咬人類的氣味。但DEET並不影響昆蟲嗅出二氧化碳的能力，這在更早之前已被懷疑過。然而最近的研究指出，DEET具有驅蚊功用，主是因為蚊蟲不喜愛這種化學物質的味道。

## 濃度
市面上可購得的最高濃度DEET為100%，消費者報告中指出了DEET濃度和保護不受蚊子叮咬時效的關聯性，100%的DEET保護能力可達12小時，20%-34%等較低濃度的DEET保護能力約為3-6小時。

## 對健康的影響
主流的醫學意見認為DEET是唯一經科學驗證具驅蚊效能的化學物質。在瘧疾和登革熱等經蚊子傳播的疾病的高發病區，世界衞生組織建議採用含待乙妥（DEET）、伊默宁（IR3535）或埃卡瑞丁（Icaridin）的防蚊液於外露皮膚作為個人的防護方法之一（其他包括盡量穿淺色和長袖的衣物）。。DEET的正常使用是安全的。在高危地區絕對建議使用，至於甚少有經蚊子傳播的嚴重傳染病的地區，則需要使用者自行判斷風險。
由安全的角度來看，製造商會建議使用者不要將DEET用於内侧衣物和有傷口的皮膚上，使用過後，一定要清洗掉，因為DEET具有刺激性，有些使用者的皮膚會對DEET有反應。美國環境保護署曾提出一項報告，指出約有14-46件癲癇的案例與DEET有關，每14件其中有4件是死亡案例。但并不能确定避蚊胺就是癫痫发作的因素，有可能只是偶合：美国每年有15000～20000名儿童出现非发热性癫痫，大约有1700万名儿童每年使用10次避蚊胺，那么就存在在使用避蚊胺后碰巧发生癫痫的可能性。美国环保署估计，避蚊胺使用者在使用避蚊胺后出现癫痫的概率是一亿分之一。康乃爾大學的農業相關單位曾發表聲明，指出大沼地國家公園長期暴露在DEET下的員工，和不常接觸DEET的員工相比，有失眠、情緒障礙和認知、神經系統功能受損的情形。美國兒科學會已證實10-20%的DEET可直接用於兒童和成人，但不建議使用於2個月以下的嬰兒，且不可每日使用，一日內不可超過3次使用，不可接觸到黏膜組織與傷口，可能引發神經性中毒，盡量使用於衣物上，並公告DEET的致癌與引發癲癇死亡風險。。
為了健康，加拿大衛生部於2002年重新評估DEET類的防蚊產品，禁止市面消售含DEET濃度高於30%的防蚊產品，並建議2歲到12歲的兒童使用之DEET防蚊產品，濃度應低於10%以下，且一天不宜使用超過3次。2歲以下的兒童一天使用不宜超過1次，6個月的內嬰兒不宜使用此類產品。
近期的研究指出，DEET會抑制乙醯膽鹼酯酶這個中樞神經酶，不只作用於昆蟲類也會作用於哺乳類動物。這個酶參與了乙醯膽鹼的水解過程，藉由神經調控進而控制肌肉。許多殺蟲劑利用這個特性，藉由阻斷乙醯膽鹼酶，使肌肉麻痺窒息而亡。氨基甲酸酯是常見的DEET混合殺蟲劑，可增加毒性。

## 對其他物質的影響
DEET是一種溶劑，可能會溶解某些塑膠、尼龍、氨綸，其他人造纖維和皮革，還有漆面甚至是指甲油。

## 對環境的影響
DEET會對鱒魚、吳郭魚等冷魚性魚類有輕微的毒性，除此之外，對於某些浮游生物也有毒性。

## 參看
- 防蚊液
- 埃卡瑞丁
- 伊默宁（驱蚊酯）
- 柠檬桉醇